# Прусские добродетели
Прусские добродетели (от нем. Preußische Tugenden, также известны как немецкие добродетели) — не вполне определённый набор добродетелей, восходящих к лютеранству времён эпохи Просвещения. 
Эти добродетели играют важную роль в прусской (немецкой) культуре и считаются одной из причин, послуживших укреплению роли Пруссии внутри Германии в XVIII веке, и Германии в мире в XIX веке.

## История
Понятие «прусских добродетелей» появилось в царствования «короля-солдата» Фридриха Вильгельма I и его сына Фридриха Великого. Отец выставлял себя как пример следования добродетелям — и требовал того же от подданных (так образовалось выражение «работать для прусского короля», фр. travailler pour le Roi de Prusse, то есть даром, хотя есть и другие объяснения), а сын объяснял ими само успешное существование многоконфессионального и многоязычного прусского государства.
Дополнительное значение добродетели приобрели в прусскую «эпоху реформ» (между военным поражением в 1806 году от Наполеона и Венским конгрессом 1815 года). В это время прошли реформы городского управления, армии, школ и университетов, налоговой системы, а также уравнение евреев в правах.

## Список
- Бережливость (нем. Sparsamkeit)
- Богобоязненность (нем. Gottesfurcht) с религиозной терпимостью
- Верность (нем. Treue)
- Дисциплинированность (нем. Diszipliniertheit)
- Искренность (нем. Aufrichtigkeit)
- Любовь к порядку (нем. Ordnungssinn)  (нем. Ordnung über Alles, «Порядок превыше всего»)
- Мужество без жалости к себе (нем. Tapferkeit) (нем. Lerne leiden ohne zu klagen, «Учись страдать не жалуясь»)
- Надёжность (нем. Zuverlässigkeit)
- Неподкупность (нем. Unbestechlichkeit)
- Послушание (нем. Gehorsam) (с откровенностью, нем. Freimut)
- Прямота (нем. Geradlinigkeit)
- Пунктуальность (нем. Pünktlichkeit)
- Самоотверженность (нем. Selbstverleugnung) (нем. Wer je auf Preußens Fahne schwört, hat nichts mehr, was ihm selbst gehört, «Кто поклялся на флаге Пруссии, себе не принадлежит»)
- Сдержанность (нем. Zurückhaltung) (нем. Mehr sein als scheinen!, «Будь больше, чем кажешься!»)
- Скромность (нем. Bescheidenheit) (классическим примером является василёк, любимый цветок Вильгельма I)
- Субординация (нем. Unterordnung)
- Твёрдость (нем. Härte), больше к себе, чем по отношению к другим
- Усердие (нем. Fleiß) (как трудолюбие)
- Храбрость (нем. Mut)
- Честность (нем. Redlichkeit)
- Чувство долга (нем. Pflichtbewußtsein)
- Чувство справедливости (нем. Gerechtigkeitssinn) («Каждому своё»)